# 8573 Ivanka
8573 Ivanka (1996 VQ) là một tiểu hành tinh vành đai chính được phát hiện ngày 4 tháng 11 năm 1996 bởi Klet ở Klet.